# Pere Muñoz Machín Rodríguez
Pere Muñoz Machín Rodríguez (Mieres, 6 de novembre de 1958) fou un destacat ciclista professional català dels anys vuitanta.
Nascut a Mieres (Astúries) però català d'adopció (es traslladà a Olot ben jove), Pere Muñoz va ser professional entre els anys 1980 i 1990. Fou un gran escalador i destacaren les seves actuacions al Giro d'Itàlia, en què guanyà una etapa i el Gran Premi de la Muntanya el 1986.

## Palmarès[3][4]
- 1981
  - Vencedor d'una etapa de la Volta a Espanya
  - Vencedor d'una etapa de la Volta a Astúries
  - Vencedor d'una etapa de la Setmana Catalana
  - Vencedor d'una etapa de la Volta a Burgos
- 1982
  - 1r de la Volta de les Tres Províncies
  - 1r al Gran Premi Navarra
  - 1r al Trofeu Masferrer
  - Vencedor de 2 etapes de la Setmana Catalana
  - Vencedor d'una etapa de la Volta a Aragó
- 1983
  - 1r de la Volta a Astúries i vencedor d'una etapa
  - 1r de la Volta a Castella i vencedor d'una etapa
- 1984
  - 1r a la Clásica de Ordizia
  - Vencedor d'una etapa de la Volta a Catalunya
- 1985
  - Vencedor d'una etapa de la París-Niça
  - Vencedor d'una etapa de la Volta a Euskadi
- 1986
  - Vencedor d'una etapa del Giro d'Itàlia i  1r del Gran Premi de la Muntanya
  - Vencedor d'una etapa de la París-Niça
- 1989
  - Vencedor d'una etapa de la Volta a Burgos

### Resultats al Tour de França
- 1984. 8è de la classificació general
- 1985. Abandona (15a etapa)
- 1986. Abandona per caiguda (5a etapa)
- 1987. 22è de la classificació general
- 1988. Abandona (12a etapa)

### Resultats a la Volta a Espanya
- 1980. 27è de la classificació general
- 1981. 2n de la classificació general. Vencedor d'una etapa
- 1982. 25è de la classificació general
- 1983. 8è de la classificació general
- 1985. Abandona
- 1989. 34è de la classificació general
- 1990. Abandona

### Resultats al Giro d'Itàlia
- 1980. Abandona
- 1981. 41è de la classificació general
- 1982. Abandona
- 1983. 11è de la classificació general
- 1986. 10è de la classificació general. Vencedor d'una etapa.  1r del Gran Premi de la Muntanya
- 1987. 18è de la classificació general